# Natural Theology or Evidences of the Existence and Attributes of the Deity

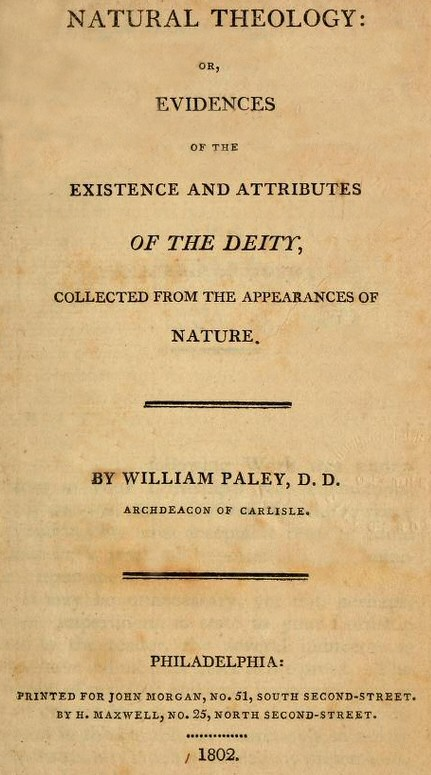
Natural Theology or Evidences of the Existence and Attributes of the Deity

Natural Theology or Evidences of the Existence and Attributes of the Deity é uma obra de 1802 de apologética cristã e filosofia da religião pelo clérigo inglês William Paley (1743-1805). O livro expõe seus argumentos a partir da teologia natural, fazendo um argumento teleológico para a existência de Deus, começando notadamente com a analogia do relojoeiro.
O livro foi escrito no contexto da tradição da teologia natural. Nos séculos anteriores, teólogos como John Ray e William Derham, bem como filósofos dos tempos clássicos como Cícero, defendiam a existência e a bondade de Deus a partir do bem-estar geral dos seres vivos e do mundo físico.
A Teologia Natural de Paley é um argumento extenso, construído em torno de uma série de exemplos, incluindo encontrar um relógio; comparar o olho a um telescópio; e a existência de estruturas mecânicas finamente adaptadas em animais, como articulações que funcionam como dobradiças ou articulações esféricas e soquete feitas pelo homem. Paley argumenta que tudo isso leva a um Criador inteligente e que um sistema é mais do que a soma de suas partes. Os últimos capítulos são de caráter mais teológico, argumentando que os atributos de Deus devem ser suficientes para a extensão de suas operações, e que Deus deve ser bom porque os desígnios vistos na natureza são benéficos.
O livro foi muitas vezes republicado e continua sendo impresso. Continua a ser consultado pelos criacionistas. Charles Darwin levou seus argumentos a sério e respondeu a eles; Biólogos evolucionistas como Stephen Jay Gould e Richard Dawkins também responderam a essas ideias fazendo referência ao livro de Paley.

## Edições
- Natural Theology, Darwin online: 12ª edição
- Natural Theology, Archive.org: 1879 edição Sheldon